# Осман III
Осман III (тур. III. Osman; Истанбул, 2. јануар 1699 — Истанбул, 30. октобар 1757) је био турски султан 1754—1757, чија мајка је била Српкиња, рођена као Марија, која је позната под називом Шехсувар султанија. Његов отац био је султан Мустафа II.
Султан Осман III, је брат Махмуда I је дошао на власт у децембру 1754. године.

## Владавина
Како је султан Осман III на власт дошао у позним годинама, није се очекивало да ће његова владавина бити дуга, нити по чему значајном запажена.
За време његове владавине није дошло како до спољашњих, те тако није било ни унутрашњих конфликата. 
Султан је преузео исти начин вођења администрације његовог претходника, ипак његови чиновници и везири нису били ни близу тако способни и често су мењани. Осман III је волео да се у јавности креће преобучен, како би сазнао мишљење народа. Смакнућа су била на дневном реду и сам народ је јако патио од беде и самовоље власти. Године 1755. као и 1756. велики пожари су опустошили Константинопољ.

## Осман III ,, Женомрзац"
Осман III био је познат по надимку ,, Женомрзац". Као принц провео је цео свој живот у харемском кафесу и ту се његова слика о женама искривила. Извори кажу да је султан Осман носио гвоздене цокуле како би жене могле да га чују неколико ходника пре него што се појави и склањале му се са пута и видног поља. 

## Смрт
Султан Осман III умро је 30. октобра 1757. године.

## Породично стабло
|  |                    |  |  |  |  |  |  |  |  |  |  |  |  |  |  |  |
|  | 2. Мустафа II      |  |  |  |  |  |  |  |  |  |  |  |  |  |  |  |
|  |                    |  |  |  |  |  |  |  |  |  |  |  |  |  |  |  |
|  |                    |  |  |  |  |  |  |  |  |  |  |  |  |  |  |  |
|  | 1. Осман III       |  |  |  |  |  |  |  |  |  |  |  |  |  |  |  |
|  |                    |  |  |  |  |  |  |  |  |  |  |  |  |  |  |  |
|  |                    |  |  |  |  |  |  |  |  |  |  |  |  |  |  |  |
|  | 3. Şehsuvar Sultan |  |  |  |  |  |  |  |  |  |  |  |  |  |  |  |
|  |                    |  |  |  |  |  |  |  |  |  |  |  |  |  |  |  |
|  |                    |  |  |  |  |  |  |  |  |  |  |  |  |  |  |  |

1. ↑  „Osman III Biography - Ottoman Caliph”. Pantheon. Приступљено 1. 2. 2021.(језик: енглески)
2. ↑  „Rođen turski sultan Osman III – 1699. godine”. Dnevno. Приступљено 1. 2. 2021.